# Nokia 101
Il Nokia 101 è un telefono cellulare della Nokia.
Rivolto per lo più ai mercati emergenti, questo modello è dotato di display a colori, tecnologia Dual SIM, radio FM, lettore MP3 e memoria esterna microSD fino a 16 GB.